# Paddy Driver
Paddy Driver (Johannesburg, 13 mei 1934) is een voormalig auto- en motorcoureur. 

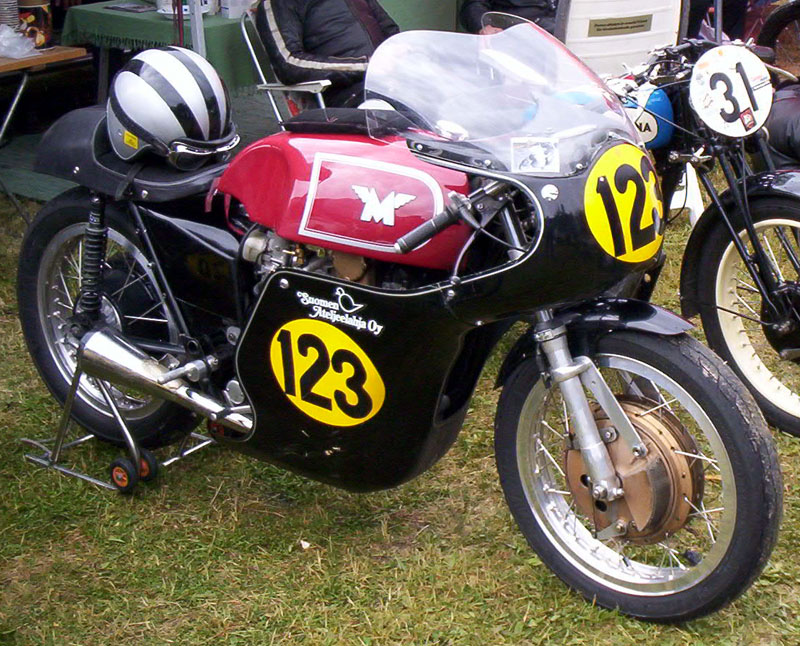
Matchless G50

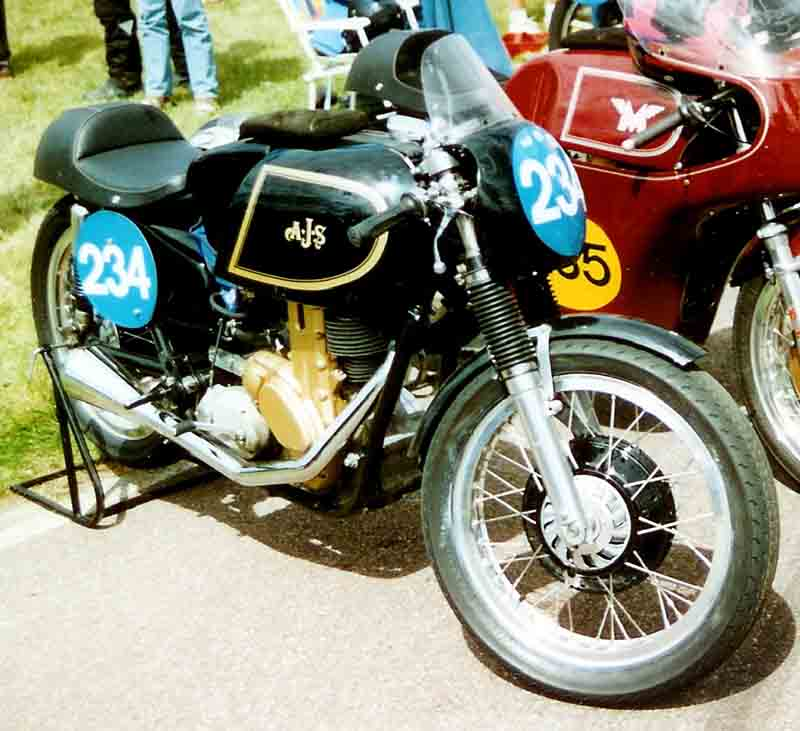
AJS 7R Boy Racer

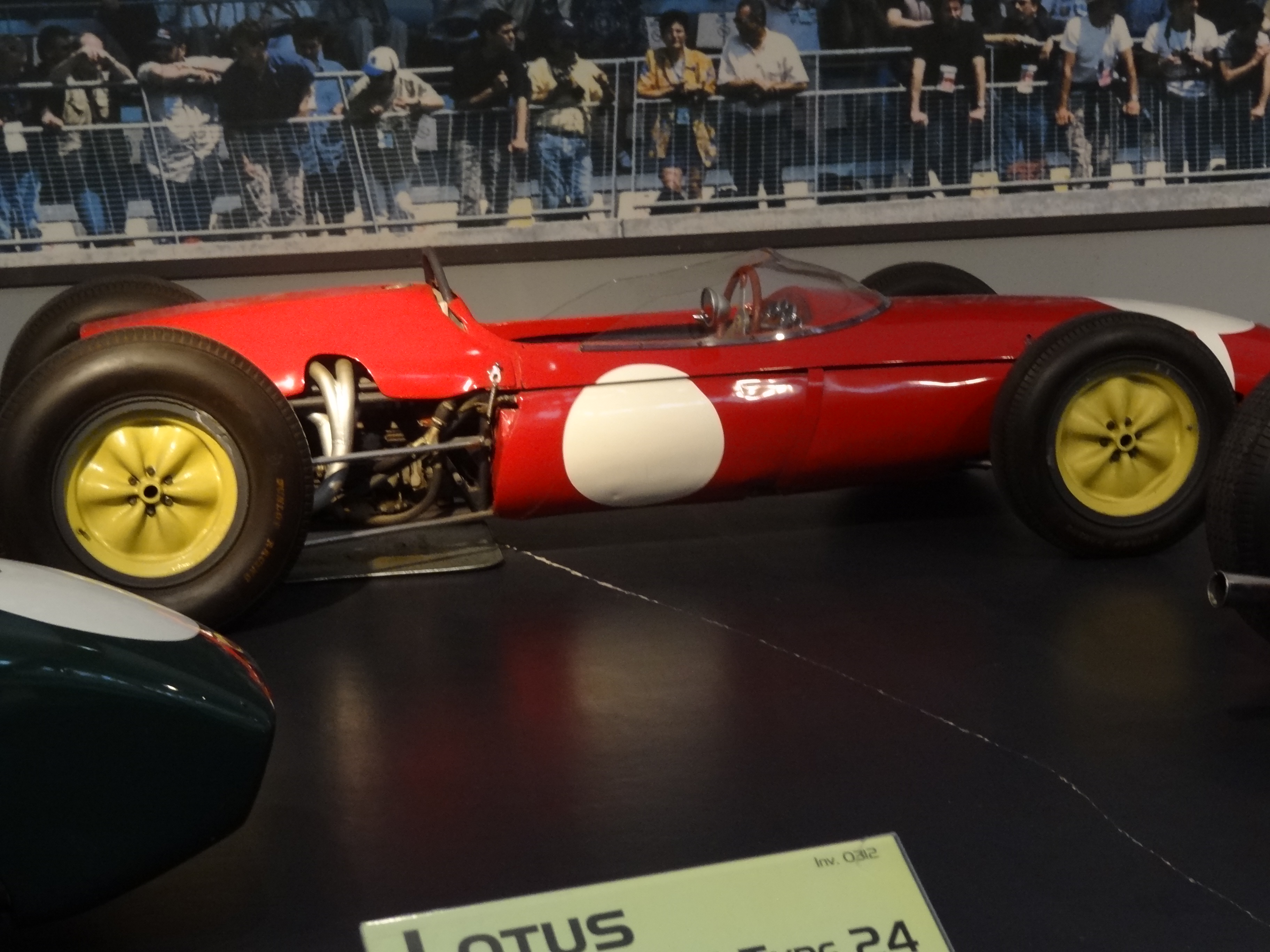
Lotus 24

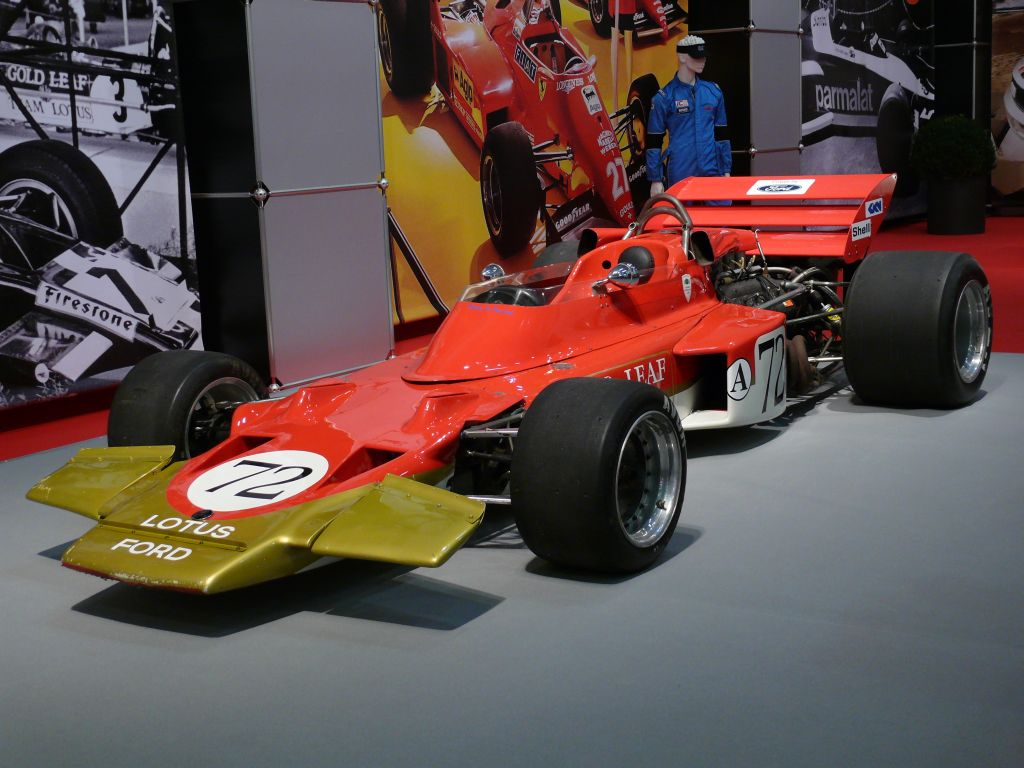
Lotus 72

Paddy Driver reed in het begin van de jaren zestig eerst wegraces met motorfietsen, voordat hij in 1964 op vier wielen overstapte. 

## Motorcarrière
Paddy Driver debuteerde als privérijder met Norton Manx-motoren in het seizoen 1958 in het wereldkampioenschap wegrace. In het seizoen 1959 scoorde hij zijn eerste WK-punten in de Franse Grand Prix. In het seizoen 1961 kreeg hij twee verzoeken om als fabrieksrijder op te treden. Allereerst van Suzuki, samen met Alistair King en Hugh Anderson. De 250cc-Suzuki RV 61 was echter te traag en onbetrouwbaar. De machine scoorde geen enkel punt in dit seizoen. Bianchi gaf hem een 350cc-tweecilinder voor de GP des Nations, maar hij haalde de finish niet. In die Grand Prix scoorde hij wel zijn eerste podiumplaats: derde in de 500cc-race. In het seizoen 1962 reed hij ook met een EMC in de 125cc-klasse. Hij werd derde in de GP van België. Het seizoen 1963 was zijn laatste met de verouderde Nortons. De 500cc-Matchless G50 presteerde steeds beter en ook Paddy Driver schafte zo'n machine aan, tegelijk met de vrijwel identieke 350cc-AJS 7R "Boy Racer". Met die machines reed hij zijn beste resultaten: in het seizoen 1964 eindigde hij als vijfde in het 500cc-kampioenschap en in het seizoen 1965 werd hij zelfs derde. Dat was ook het hoogst mogelijke resultaat, want de fabrieks-MV Agusta 500 4C's van Mike Hailwood en Giacomo Agostini waren niet te verslaan. Halverwege het seizoen 1966 maakte hij bekend te stoppen met motorraces.

## Autocarrière
In de Europese winter ging hij terug naar Zuid-Afrika, waar hij in 1964 voor het eerst deelnam aan autoraces. Met een Lotus 24-BRM werd hij zevende bij de Rand Grand Prix in Kyalami en deed een poging zich voor het eerst voor de Grand Prix van Zuid-Afrika in de Formule 1 te kwalificeren. De onderneming eindigde met een afgeschreven wagen in de laatste training en Driver kon wegens gebrek aan een reservewagen niet aan de race deelnemen.
Vanaf 1969 reed hij weer autoraces en had successen in de sportwagens en bestuurde een Lotus 72-Cosworth bij de Grand Prix van Zuid-Afrika in 1974. Tot in de jaren tachtig streed hij in toerwagenraces met auto's van Mazda.

## Wereldkampioenschap wegrace resultaten
(Races in cursief geven de snelste ronde aan)
| Jaar | Klasse | Team    | Motorfiets               | 1       | 2       | 3       | 4       | 5       | 6       | 7       | 8     | 9       | 10      | 11      | 12    | 13    | Punten | Plaats | Wereldkampioen                                     |
| ---- | ------ | ------- | ------------------------ | ------- | ------- | ------- | ------- | ------- | ------- | ------- | ----- | ------- | ------- | ------- | ----- | ----- | ------ | ------ | -------------------------------------------------- |
| 1958 | 350 cc | Privé   | Norton 40M               | IOM 11  | NED -   | BEL 15  | DUI -   | ZWE -   | ULS -   | NAT -   |       |         |         |         |       |       | 0      | -      | John Surtees, MV Agusta 350 4C                     |
| 1958 | 500 cc | Privé   | Norton 30M               | IOM DNF | NED DNF | BEL -   | DUI -   | ZWE 7   | ULS -   | NAT -   |       |         |         |         |       |       | 0      | -      | John Surtees, MV Agusta 500 4C                     |
| 1959 | 350 cc | Privé   | Norton 40M               | FRA 5   | IOM DNF | DUI DNF | NED -   |         | ZWE -   | ULS -   | NAT 5 |         |         |         |       |       | 4      | 12e    | John Surtees, MV Agusta 350 4C                     |
| 1959 | 500 cc | Privé   | Norton 30M               | FRA 6   | IOM 6   | DUI DNF | NED DNF | BEL -   |         | ULS DNF | NAT 5 |         |         |         |       |       | 3      | 13e    | John Surtees, MV Agusta 500 4C                     |
| 1960 | 350 cc | Privé   | Norton 40M               | FRA 5   | IOM 14  | NED 5   |         |         | ULS 6   | NAT 8   |       |         |         |         |       |       | 5      | 9e     | John Surtees, MV Agusta 350 4C                     |
| 1960 | 500 cc | Privé   | Norton 30M               | FRA 4   | IOM 9   | NED 4   | BEL DNF | DUI 7   | ULS DNF | NAT 4   |       |         |         |         |       |       | 9      | 7e     | John Surtees, MV Agusta 500 4C                     |
| 1961 | 250 cc | Suzuki  | Suzuki RV 61             | SPA -   | DUI -   | FRA -   | IOM DNF | NED -   | BEL 7   | DDR -   | ULS - | NAT -   | ZWE -   | ARG -   |       |       | 0      | -      | Mike Hailwood, Mondial 250 Bialbero / Honda RC 162 |
| 1961 | 350 cc | Privé   | Norton 40M               |         | DUI -   |         | IOM 10  | NED -   |         | DDR -   | ULS - |         | ZWE -   |         |       |       | 0      | -      | Gary Hocking, MV Agusta 350 4C / MV Privat 350 4C  |
| 1961 | 350 cc | Bianchi | Bianchi 350 Bicilindrica |         |         |         |         |         |         |         |       | NAT DNF |         |         |       |       | 0      | -      | Gary Hocking, MV Agusta 350 4C / MV Privat 350 4C  |
| 1961 | 500 cc | Privé   | Norton 30M               |         | DUI DNF | FRA -   | IOM DNF | NED -   | BEL 6   | DDR DNF | ULS - | NAT 3   | ZWE -   | ARG -   |       |       | 5      | 10e    | Gary Hocking, MV Agusta 500 4C / MV Privat 500 4C  |
| 1962 | 125 cc | Privé   | EMC 125                  | SPA -   | FRA -   | IOM DNF | NED -   | BEL 3   | DUI -   | ULS 6   | DDR - | NAT 6   | FIN -   | ARG -   |       |       | 6      | 10e    | Luigi Taveri, MV Agusta 125 Bialbero               |
| 1962 | 350 cc | Privé   | Norton 40M               |         |         | IOM -   | NED -   |         |         | ULS -   | DDR - | NAT DNS | FIN -   |         |       |       | 0      | -      | Jim Redman, Honda RC 170 / RC 171                  |
| 1962 | 500 cc | Privé   | Norton 30M               |         |         | IOM -   | NED 10  | BEL 4   |         | ULS DNF | DDR 5 | NAT 5   | FIN -   | ARG -   |       |       | 7      | 7e     | Mike Hailwood, MV Agusta 500 4C                    |
| 1963 | 350 cc | Privé   | Norton 40M               |         | DUI -   |         | IOM 9   | NED -   |         | ULS -   | DDR - | FIN -   | NAT -   |         | JAP - |       | 0      | -      | Jim Redman, Honda RC 171                           |
| 1963 | 500 cc | Privé   | Norton 30M               |         |         |         | IOM 7   | NED -   | BEL -   | ULS -   | DDR - | FIN -   | NAT DNF | ARG -   |       |       | 0      | -      | Mike Hailwood, MV Agusta 500 4C                    |
| 1964 | 350 cc | Privé   | AJS 7R                   |         |         |         | IOM 9   | NED 4   |         | DUI 5   | DDR - | ULS -   | FIN -   | NAT -   | JAP - |       | 5      | 7e     | Jim Redman, Honda RC 172                           |
| 1964 | 500 cc | Privé   | Matchless G50            | VST 5   |         |         | IOM 26  | NED 3   | BEL 3   | DUI DNF | DDR 3 | ULS -   | FIN 5   | NAT DNF |       |       | 15     | 5e     | Mike Hailwood, MV Agusta 500 4C                    |
| 1965 | 350 cc | Privé   | AJS                      |         | DUI 6   |         |         | IOM DNF | NED -   |         | DDR - | TSL -   | ULS -   | FIN -   | NAT - | JAP - | 1      | 24e    | Jim Redman, Honda RC 172 / 2RC 172                 |
| 1965 | 500 cc | Privé   | Matchless G50            | VST DNF | DUI DNF |         |         | IOM DNF | NED 3   | BEL 4   | DDR 3 | TSL 4   | ULS 2   | FIN 2   | NAT - |       | 26     | 3e     | Mike Hailwood, MV Agusta 500 4C                    |